# Mednyánszky Alajos
Báró mednyei és medgyesi Mednyánszky Alajos (Révayfalva, 1784. április 20. – Galgóc, 1844. június 17.) magyar királyi belső titkos tanácsos, Nyitra vármegye főispánja, író, történész, az MTA tiszteleti tagja, a 19. századi iskolarendszer egyik reformere.

## Élete
Mednyánszky László (1752–1792) báró császári-királyi kamarás és galántai Esterházy Jozefin (1756–1839) grófnő fia. Tanulmányait nyolcévesen a trencséni piaristák gimnáziumában kezdte. 1797–1801 között a bécsi Theresianumban tanult. 1801-ben Sarau gróf pártfogásával nemes apród volt a bécsi udvarban. 1801–1804 között a Pozsonyi Királyi Jogakadémián bölcseleti és jogi tanulmányokat folytatott. Pályafutását 1804-ben a bécsi kancelláriánál kezdte. 1805-ben tiszteletbeli fogalmazó, 1806-tól római császári kamarás lett. Őt bízták meg, hogy Napóleon közeledő hadserege elől a kancellária levéltárát Bécsből Budára szállítsa. 1810-ben veszelei birtokára vonult vissza és csak a helyi vármegyei ügyekkel foglalkozott, majd történeti, irodalmi és régészeti tanulmányokat folytatott. Meséket, mondákat, okleveleket, régészeti emlékeket és gazdag könyvtárat gyűjtött. Gyűjtötte az eredeti okleveleket vagy azok másolatait, heraldikai és szfragisztikai tárgyakat. 

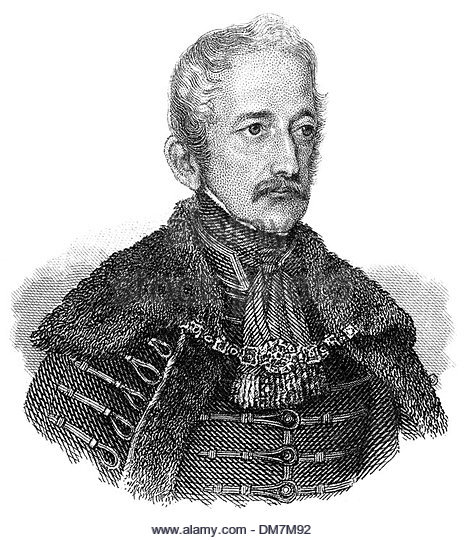
Mednyánszky Alajos

A nemesi felkelés létesítésében tevékenyen részt vett. Történeti életrajzot írt I. Mátyás magyar királyról, Nádasdy Tamás, Thurzó György, Illésházy István nádorokról. Joseph von Hormayr állandó munkatársai közé tartozott, aki a Habsburg Birodalom népeinek egységét ügyesen szerkesztett kiadványokkal szolgálta.
1820-ban feleségül vette Majláth Ágnes grófnőt, Majláth József államminiszter leányát.
Tagja volt a Magyar Tudós Társaság tervének elkészítésére az 1825–1827. országgyűlés által kiküldött bizottságnak. 1828-ban tagja volt annak a bizottságnak, amely az iskolák és nevelés reformtervének kidolgozásán munkálkodott. 1830-ban királyi helytartótanácsos lett és a fővárosi kolerajárvány ügyeiben mint királyi biztos működött. 1833-ban királyi biztos a Torontál vármegye és kikindai kerület közt felmerült határvillongások kiegyenlítésében. Ezek után királyi udvari tanácsossá és kancelláriai előadóvá, majd 1835-ben Trencsén vármegyei főispáni helyettessé nevezték ki. 1836-tól két éven át a királyi kamara ügykezelését oldotta. 1837-ben valóságos belső titkos tanácsossá és királyi kamarai alelnökké, ill. Nyitra vármegye főispánjává nevezték ki. 1839-ben az iskolák rendezésére kinevezett bizottmány elnöke lett. Egy nemzeti bank tervének kidolgozásával is megbízták. 1842-ben főkincstárnoki (kamaraelnöki) méltóságra emelkedett.
A Bajor Királyi Tudományos Akadémia tiszteleti tagja lett 1817-ben. 1836-tól valóságos belső titkos tanácsos. Az MTA igazgatósági tagja 1830. november 17-től, tiszteleti tagja 1831. február 15-től.

## Művei
- 1826/1844/1962/1981 Malerische Reise auf dem Waagflusse in Ungarn (Festői utazás a Vág völgyében Magyarországon útikönyv) (Pest)
- 1818 Drágffy Jánosnak 1526. mohácsi táborból költ utolsó rendelése. Tudományos Gyűjtemény
- 1829/1832 Erzählungen, Sagen und Legenden aus Ungarns Vorzeit (Pest)
- 1830 Petri Pázmány … legatio romana. Edente… (Kézirata a Magyar Nemzeti Múzeumban)
- 1841 Klänge aus dem leben (Gedichte und Novellen) (Oedenburg)
- 1974 Dávne povesti o slovenských hradoch
- Festői utazás a Vág folyón, Magyarországon, 1825; ford. Soltész Gáspár, szerk. Katona Tamás, ill. Joseph Fischer; Európa–Tatran, Bp.–Bratislava, 1981 (Bibliotheca saeculorum)
- Regék és mondák; ford., jegyz. Soltész Gábor, vál. Fried István, Hana Ferková; Európa–Tatran, Bp.–Bratislava, 1983 (Bibliotheca saeculorum)

Szerkesztette a bécsi Taschenbuch für die vaterländische Geschichte című évkönyvet 1820-tól 1829-ig (Hormayr báróval együtt).